# Víctor Manuel Cossio
Víctor Manuel Cossio (* 19. August 1965) ist ein ehemaliger mexikanischer Fußballspieler auf der Position eines Verteidigers.

## Laufbahn
Cossio begann seine Profikarriere 1984 beim CD Coyotes Neza und spielte vorübergehend beim Puebla FC, ehe er 1988 zu den Cobras Ciudad Juárez stieß, bei denen er die kompletten vier Jahre während deren Zugehörigkeit zur ersten Liga bis 1992 verbrachte. Nach dem Abstieg der Coyotes wechselte Cossio zum Club Atlante, mit dem er in der Saison 1992/93 die mexikanische Fußballmeisterschaft gewann.

## Erfolge
- Mexikanischer Meister: 1992/93